# Giovanni Prandini
Giovanni Prandini (Calvisano, 22 gennaio 1940 – Lonato del Garda, 12 marzo 2018) è stato un funzionario e politico italiano, già Ministro della Marina Mercantile e Ministro dei lavori pubblici.

## Biografia
Giovanni Prandini è nato a Calvisano il 22 gennaio 1940 in una famiglia numerosa. Suo fratello Mario era un sacerdote mentre la sorella Carmella era una monaca canossiana. In tenera età la sua famiglia di provenienza si trasferì a Castelletto di Leno, comune in cui ha conseguito la maturità classica al liceo Bagatta prima della laurea in scienze economiche e commerciali nel 1966 e dello svolgimento della professione di funzionario pubblico.
La sua attività politica iniziò nel 1964, quando il consiglio provinciale giovanile della Democrazia Cristiana lo elesse delegato. Dopo la nomina a segretario provinciale nel 1971 venne eletto, per la prima volta, deputato nel 1972 nella circoscrizione Brescia-Bergamo con la Democrazia Cristiana, venendo riconfermato nella VII legislatura (1976-1979) e nella VIII legislatura (1979-1983). Fu eletto senatore nella IX legislatura e nella X legislatura.
Nel governo Craxi ricoprí due volte l'incarico di Sottosegretario di Stato al ministero del commercio con l'estero, mentre nell'esecutivo Goria fu nominato ministro della marina mercantile e riconfermato nel governo De Mita; in questi anni ingaggiò un confronto con gli scaricatori di porto genovesi, conclusosi con un'ampia convergenza tra il suo ministero e i protestatari. Con la nascita del VI governo Andreotti (1989-1992) divenne ministro dei lavori pubblici e durante il suo mandato ministeriale furono avviati i cantieri per la costruzione dei raccordi stradali Brescia-Valsabbia e Brescia-Desenzano e del raccordo Iseo-Valcamonica.
Esponente della corrente Grande Centro o Azione Popolare di Arnaldo Forlani, Antonio Gava e Vincenzo Scotti, fu un convinto assertore della nascita del CAF, l'alleanza tra Bettino Craxi, Giulio Andreotti e Forlani. Da taluni fu soprannominato il decisionista per il pragmatismo che caratterizzò la sua attività politica nei dicasteri da lui presieduti.
L'esponente democristiano della sinistra di Base Guido Bodrato coniò la definizione "banda dei quattro" per riferirsi al gruppo composto da Prandini, Paolo Cirino Pomicino, Francesco De Lorenzo e Carmelo Conte, locuzione poi utilizzata soprattutto dalla sinistra con accezione negativa
Prandini si è spento nella sua abitazione Lonato del Garda nel 2018 all'età di 78 anni. È stato tumulato nel cimitero comunale di Leno.

### Incarichi parlamentari
Ha fatto parte delle seguenti commissioni parlamentari: Finanze; Interni; Igiene pubblica e sanità; Affari costituzionali; Difesa; Agricoltura e foreste; Industria, commercio e turismo; Lavoro e previdenza sociale; Agricoltura e produzione agroalimentare; Esteri.

## Vita privata
Ha due figli: Ettore, dal 7 novembre 2018 presidente della Coldiretti, e Giovanna, presidente di Sintesi S.p.A. del gruppo Brescia Mobilità.

## Procedimenti giudiziari
Negli anni '90 Prandini è stato coinvolto dall'inchiesta di Tangentopoli. Nel febbraio 2010 è stato condannato dalla Corte dei conti ad un risarcimento di 5.000.000 € per abuso di potere (sostituzione di bandi di concorso con trattative private) durante il suo mandato come Ministro dei lavori pubblici. Da precisare, inoltre, che l'ex ministro era stato condannato anche alla pena detentiva, ma la sentenza fu annullata.